# Bataille du rocher du Diamant
Troisième Coalition
Batailles
Batailles navales
- Rocher du Diamant (1805)
- Cap Finisterre (1805)
- îles Chausey (1805)
- Trafalgar (1805)
- Cap Ortegal (1805)

Campagne d'Allemagne (1805) : opérations en Bavière - Autriche - Moravie
- Donauwörth
- Wertingen
- Günzburg
- Haslach-Jungingen
- Memmingen
- Elchingen
- Nerenstetten
- Neresheim
- Ulm
- Ried
- Lambach
- Bodenbichl
- Steyr
- Amstetten
- Mariazell
- Dürenstein
- Hollabrunn (Schöngrabern)
- Wischau
- Austerlitz

Campagne d'Italie (1805) : Opérations en Italie du Nord
- Vérone
- Caldiero
- Forano
- Castelfranco Veneto

Invasion de Naples (1806)
- Gaète
- Campo Tenese
- Maida
- Lauria
- Maratea
- Amantea
- Mileto

La bataille du rocher du Diamant a eu lieu entre le 31 mai et le 2 juin 1805 durant les guerres napoléoniennes. Il s'agit du siège et de la prise par une force franco-espagnole commandée par le capitaine Julien Cosmao, d'une île appelée rocher du Diamant. Cette île, située au sud de la Martinique, était occupée depuis plus d'un an par les forces britanniques.
Les Français de Martinique avaient été incapables de chasser les défenseurs de cet îlot stratégiquement important, et la garnison britannique était grâce à lui en mesure de contrôler l'accès à la baie de Fort-de-France. Ils tiraient sur les navires qui tentaient d'y entrer avec des canons qui avaient été placés sur les pentes et le sommet de l'île. L'arrivée, en mai, d'une grande flotte combinée franco-espagnole changea la situation. Le vice-amiral français, Pierre de Villeneuve, avait l'ordre d'attaquer les possessions britanniques dans les Caraïbes, mais attendait d'avoir des consignes plus précises venant de la Martinique. Il fut finalement autorisé à lancer un assaut sur le Diamant avec une flottille franco-espagnole. Déjà à court d'eau, les défenseurs tinrent le sommet pendant plusieurs jours, tandis que les Français, qui n'avaient pas pensé à se munir d'échelles, étaient incapables d'escalader le rocher.
Les Britanniques, à court de munitions, négocièrent finalement la reddition après plusieurs jours de bombardement. Le rocher du Diamant étant considéré comme un navire de la Royal Navy, dont le commandant était légalement son « capitaine », celui-ci fut jugé par une cour martiale lors de son rapatriement (comme la loi le voulait dans tous les cas où un capitaine perdait son navire, quelle que soit la cause), mais il fut honorablement acquitté.

## Arrière-plan

### Fortifications du rocher du Diamant
Le rocher du Diamant avait été fortifié en janvier 1804 sous les ordres du commodore Samuel Hood. Il était aux Indes occidentales pour protéger les convois britanniques des corsaires français provenant des deux principales bases navales françaises des Caraïbes : la Guadeloupe et la Martinique. Les corsaires avaient capturé un grand nombre de précieuses cargaisons et faisaient diversion pour les navires de guerre britanniques qui devaient protéger les flottes marchandes. Samuel Hood avait décidé de faire un blocus de la Martinique, afin de dissuader les corsaires d'intercepter les provisions destinées à la garnison française. En patrouillant au large de la baie à l'extrémité sud de l'île, dans laquelle l'un des deux principaux ports de Martinique, Fort-de-France, était situé, Samuel Hood avait remarqué que si le rocher du Diamant pouvait être occupé, il permettrait au Royaume-Uni de contrôler efficacement les cargaisons approchant les ports de la côte ouest. En effet, le moyen le plus simple de passer était d'utiliser les courants marins autour de l'île passant en vue du rocher du Diamant.

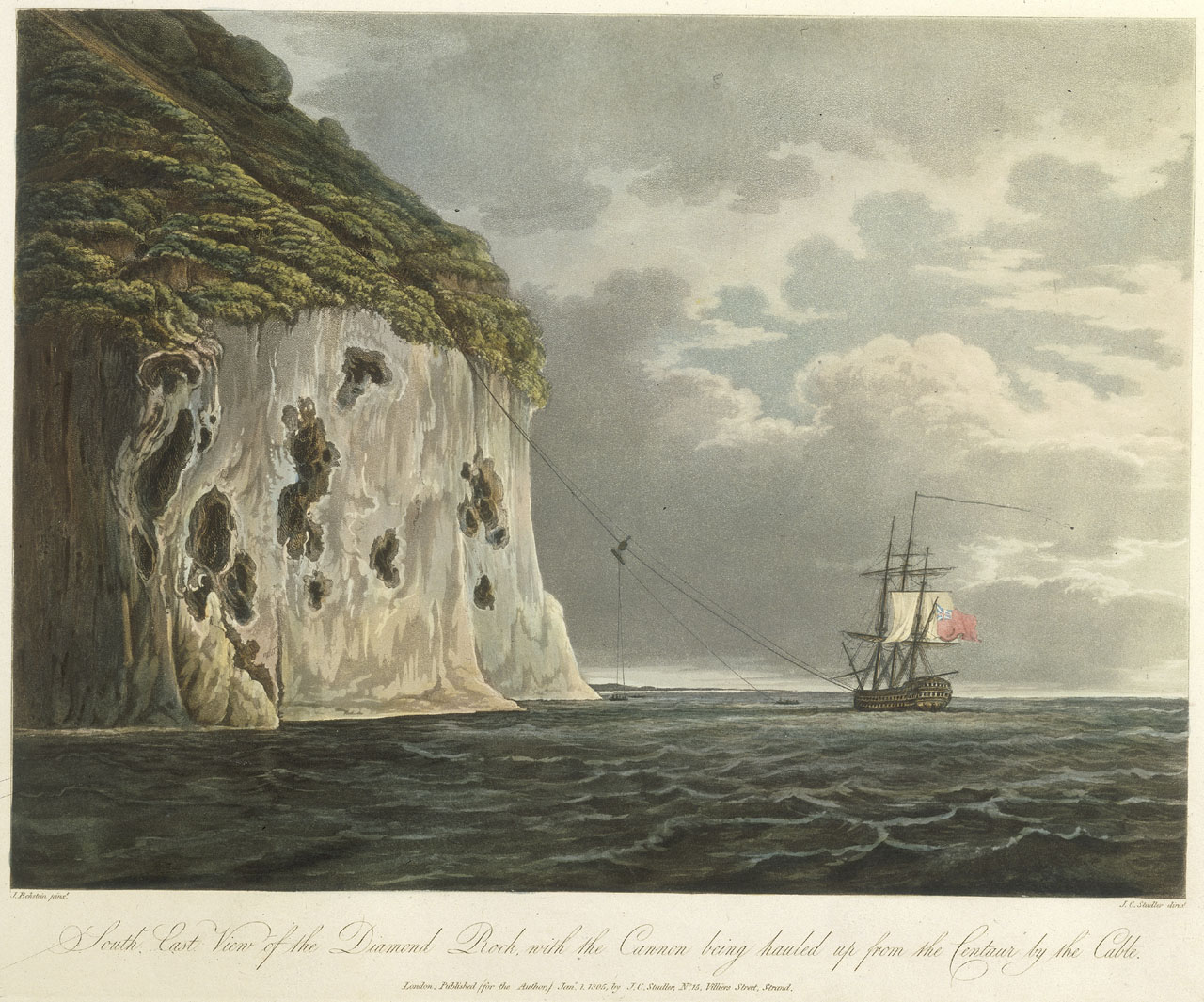
Un canon est hissé jusqu'au sommet du rocher, suspendu par un câble attaché à la base du mat principal du Centaure.

Samuel Hood partit en reconnaissance sur le rocher et conclut qu'il était parfaitement défendable, avec un seul site d'abordage sur son côté ouest. Il écrivit qu'« une trentaine de tirailleurs garderaient la colline contre dix mille ... c'est une position navale parfaite ». Une partie des hommes débarquèrent le 7 janvier 1804, à partir du vaisseau amiral de Hood, le HMS Centaur, sous le commandement du premier lieutenant du Centaure, James Maurice Wilkes. Ils fortifièrent rapidement la petite crique qu'ils avaient atteinte avec leur chaloupe, et établirent des forges et un atelier d'artificiers dans une grotte à la base de la roche. Après fixation des échelles et des cordes sur la paroi de la roche, ils ont pu accéder au sommet et commencèrent à établir les espaces de couchage dans un certain nombre de petites grottes. Les chauves-souris furent chassées par la combustion de balles de foin, et un espace dégagé au sommet du rocher à l'aide d'explosifs afin d'établir une batterie. En février, un certain nombre de canons ont été transférés du Centaure, avec deux de 24 livres installés dans une grotte près de la mer, un autre canon de 24 livres à mi-hauteur de la roche, et deux de 18 livres dans la batterie au sommet. En plus de cela, les hommes disposaient d'un certain nombre de bateaux, dont un armé d'une caronade de 24 livres, prévu pour intercepter les navires ennemis.

### Réactions des Français
Malgré la vulnérabilité du Centaure et du rocher durant le processus de fortification, les Français n'ont pas réagi. Le gouverneur de la Martinique, Louis Thomas Villaret de Joyeuse ordonna des travaux de construction d'une route sur la côte en face du rocher, et de la mise en place d'une batterie à cet emplacement. Les Britanniques avaient été avertis à l'avance par la population noire de l'île, qui avait de la sympathie pour eux ; ils envoyèrent donc un détachement à terre et réussirent à s'emparer de l'ingénieur envoyé pour la construction de la batterie, ainsi que trois de ses hommes. Les travaux de la batterie furent abandonnés après d'autres assauts anglais.

### Fort Diamond
Au début de février, les canons étaient installés et testés. Les canons de 18 livres étaient en mesure de contrôler complètement le passage entre le rocher et l'île, obligeant les navires à éviter le canal. Du fait des vents et des courants, les navires se révélèrent incapables d'entrer dans la baie. Lorsque le travail fut achevé le 7 février, Samuel Hood décida de formaliser l'administration de l'île et écrivit à l'amirauté en annonçant qu'il assimilait le rocher à un sloop, et l'avait baptisé Fort Diamond. Le lieutenant James Maurice, qui avait impressionné Samuel Hood avec ses efforts en établissant la position, fut récompensé en étant nommé commandant.
Le rocher devait être considéré comme un navire ennemi capturé, et était techniquement traité comme un bateau stationné là, et commandé par l'amirauté,. 
Nommé ultérieurement "HMS Diamond Rock" le rocher est, encore actuellement, salué par la marine britannique comme s'il s'agissait d'un navire de guerre. Dans leurs récits, le nom de fort Diamond est attribué à la batterie qu'ils avaient installée sur la partie supérieure du rocher.

## La vie sur le rocher

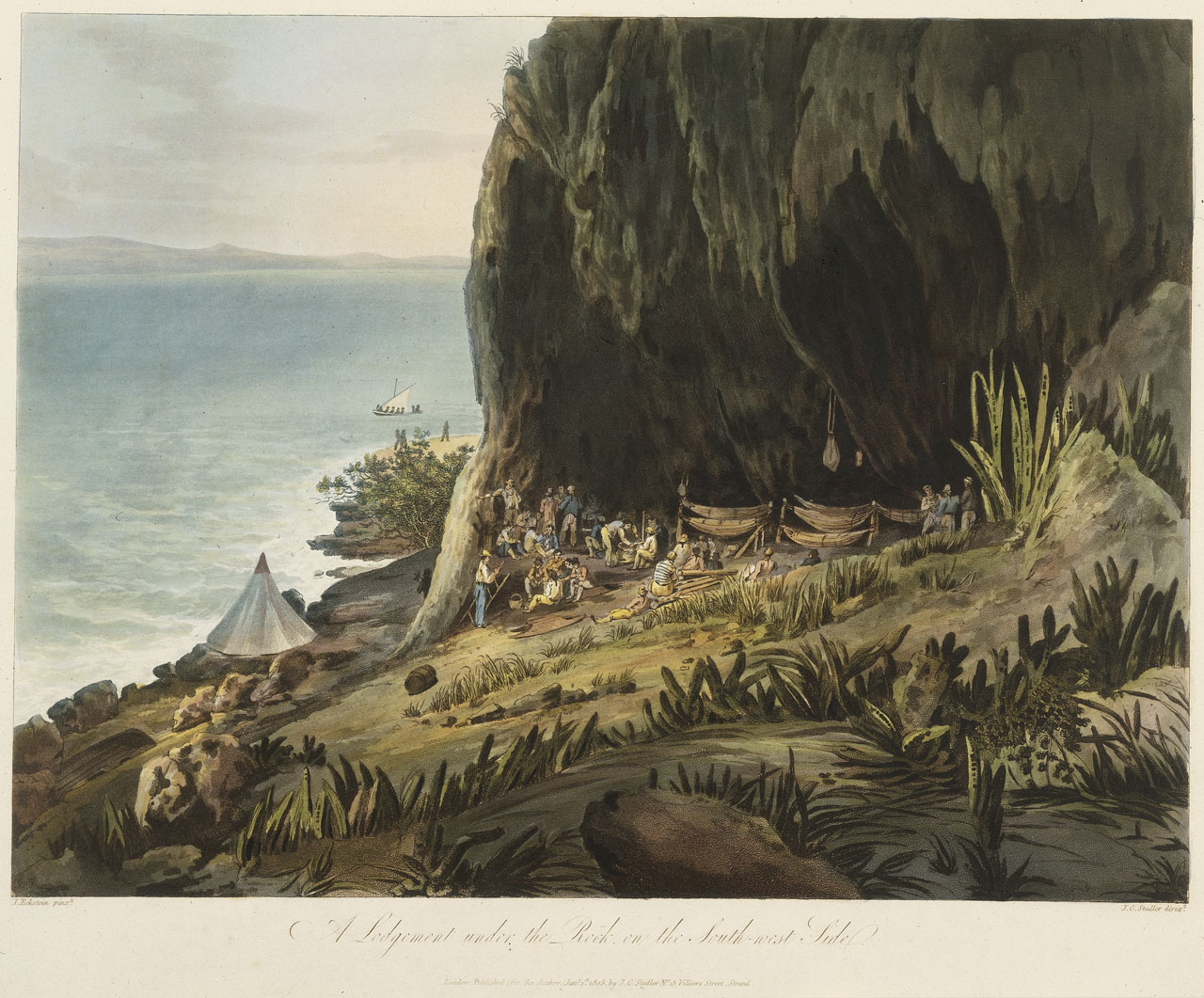
Vues pittoresques du rocher du Diamant... Une loge sous le rocher sur le côté sud-ouest.

James Maurice avait une troupe d'environ 100 hommes sous son commandement sur le rocher, avec les officiers habituels sur un navire de guerre britannique, y compris un chirurgien, un commissaire de bord, et un lieutenant junior pour commander le petit navire de ravitaillement. Un hôpital fut établi, et des vivres, de la poudre et des munitions furent apportées sur le rocher, depuis le Centaure, puis de la Martinique, où elles étaient achetées aux habitants sympathisants. L'eau devait être apporté de l'île, et de grandes citernes furent construites pour la stocker. Les hommes du rocher risquaient à tout instant de tomber depuis les hauteurs ou d'être mordus par des fers-de-lance, une espèce de serpent venimeux qui vit sur le rocher.

## Premier assaut des Français
Lorsque la présence britannique sur le rocher du Diamant fut fermement établie, Samuel Hood partit avec la Centaure, et les Français profitèrent de l'occasion pour attaquer. Quatre bateaux de transport de soldats y furent dépêchés la nuit, bien que les marins qui en faisaient partie soient très pessimistes quant à leurs chances de réussir. Épuisés au moment où ils arrivèrent enfin au rocher, les hommes n'étaient pas en mesure de résister à la force du courant et furent emportés par la mer. Ils réussirent à regagner la Martinique et les Britanniques n'apprirent cette tentative que quelques jours plus tard. Ils auraient en effet pu couler les bateaux français qui les approchaient de manière offensive. Découragés par leur échec, les Français ne firent aucune tentative supplémentaire pour attaquer le fort du rocher. James Maurice et ses hommes se consacrant à entretenir le blocus de la baie et à effectuer quelques raids sur l'île.

## Villeneuve arrive

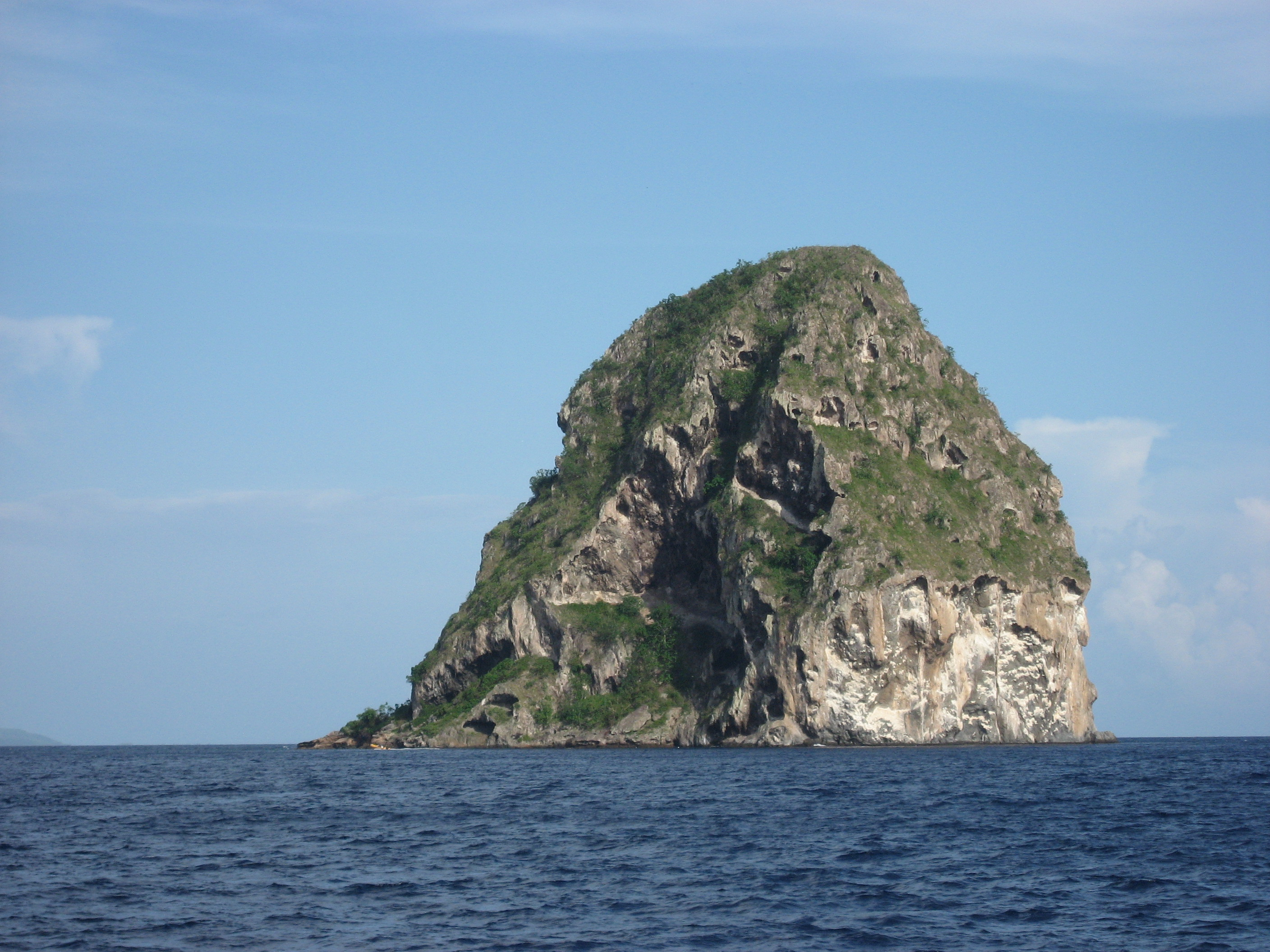
Le rocher du Diamant en 2007.

Le 14 mai 1805, dix-sept mois après l'arrivée des Britanniques sur l'île, une grande flotte française se présenta devant la baie de Fort-de-France. Ils échangèrent brièvement des tirs avec les Britanniques sur le rocher du Diamant. La flotte, commandée par Pierre de Villeneuve, fut rejointe quelques jours après par des navires espagnols dirigés par Federico Gravina. Lorsque le navire espagnol de San Rafael approcha le 16 mai, les Britanniques hissèrent le drapeau français pour leurrer les Espagnols. Alors qu'ils passaient à proximité du rocher, les soldats britanniques remplacèrent le drapeau et ouvrirent le feu, prenant le vaisseau espagnol par surprise (l'usage d'une fausse bannière était considéré comme parfaitement légitime, et c'était une ruse de guerre traditionnelle à cette époque).
Peu de temps après ces incidents, les Britanniques découvrirent que la principale citerne, contenant un mois d'approvisionnement en eau, s'était fendue à cause d'un tremblement de terre, et que la fuite avait été aggravée par la vibration des canons. Il restait à peine assez d'eau pour deux semaines, mais un ravitaillement était maintenant impossible du fait des flottilles françaises et espagnoles postées là.
La flotte combinée transportait un grand nombre de soldats, missionnés par Napoléon pour attaquer les possessions britanniques aux Caraïbes. Villeneuve considérait néanmoins que les ordres n'étaient pas clairs, et voulait rester à Fort-de-France, en espérant être rejoint par une autre flotte commandée par Honoré Ganteaume ; il ne savait pas que celui-ci avait échoué à briser le blocus de Brest. Durant deux semaines, la flotte de Villeneuve stationna à l'entrée de la baie, jusqu'à ce qu'il fut finalement convaincu par Villaret de Joyeuse d'utiliser ses forces pour capturer le rocher du Diamant, qui le gênait depuis dix-sept mois.
Villeneuve ordonna alors au capitaine Julien Marie Cosmao-Kerjulien du Pluton, de prendre le commandement de l'expédition. En plus de son vaisseau, il disposerait du Berwick, de la Sirène, d'une corvette, d'une goélette, de onze canonnières, et entre trois et quatre cents soldats (en plus de l'équipage des navires) pour reprendre le rocher,.

## La bataille

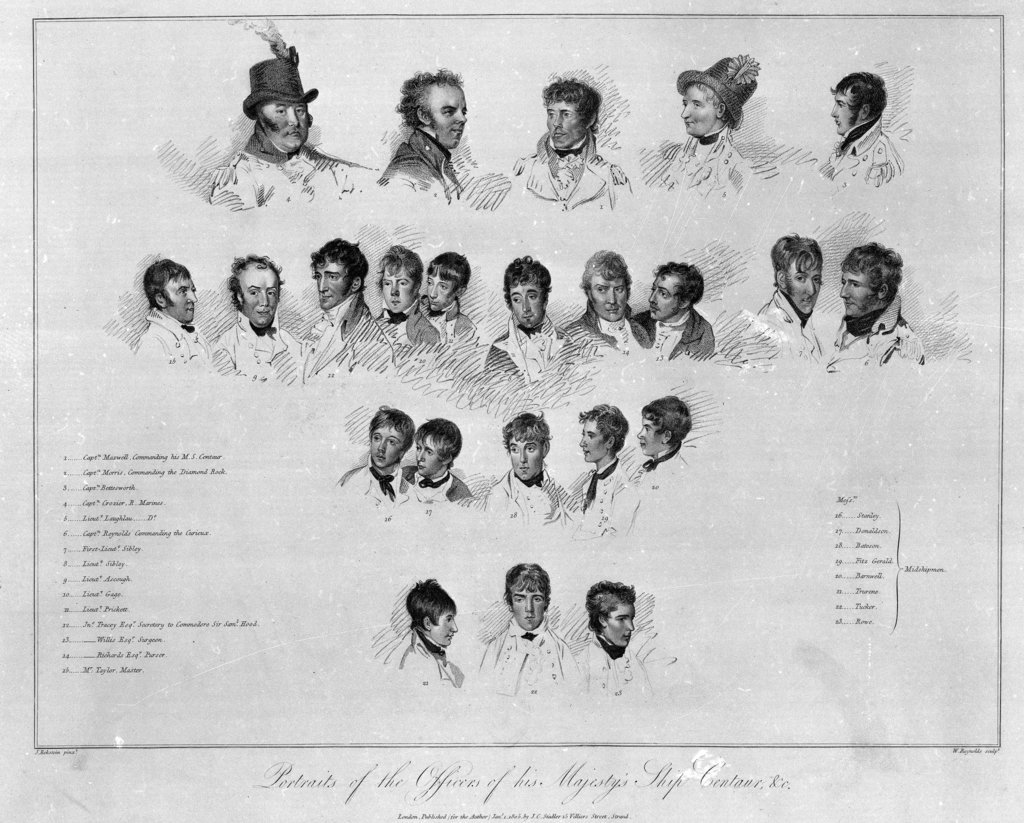
Une collection de portraits des hommes impliqués dans l'établissement et la défense du rocher du Diamant. Au centre de la rangée du haut se trouve le capitaine Murray Maxwell, commandant du HMS Centaure. Le deuxième à partir de la gauche est James Maurice, commandant du rocher. Son nom est écrit ici « Morris ».

La flottille leva l'ancre le 29 mai, mais ne fut pas en mesure de se mettre en position d'attaque avec un vent arrière avant le 31 mai,. Le lieutenant Maurice évalua la force écrasante des Français et, après avoir décidé qu'il serait impossible de tenir les étages inférieurs, saborda les échelles et retira ses forces dans les niveaux supérieurs. Quatre canonnières espagnoles des navires San Rafael, Argonauta, España et Firme participèrent à l'attaque, ainsi qu'une canonnière qui fut la première à débarquer des troupes sur le rocher, sous le feu des Britanniques,. Cosmao commença un intense bombardement, tandis que l'infanterie força son chemin sur le ponton, perdant trois canonnières et deux barques chargées de soldats. Les attaquants avaient oublié d'apporter des échelles, et ne pouvaient donc pas mener l'assaut de plusieurs côtés. Le 2 juin, ayant presque épuisé les munitions et n'ayant plus suffisamment de provisions d'eau, Maurice a ouvert des négociations.
À quatre heures de l'après-midi, le drapeau blanc fut hissé et un haut officier français fut envoyé dans une goélette pour discuter des conditions. À 7h, Maurice  accepta d'abandonner le rocher du Diamant. Les officiers conserveraient leurs épées et les hommes resteraient sous leurs ordres. Ils devaient être conduits à Fort-de-France puis rapatriés dans une colonie britannique à la première occasion, en vertu de la libération conditionnelle. Une fois cet accord convenu, le rocher fut rendu. Les Britanniques eurent deux hommes tués et blessés dans la bataille. Pour les Français, il est plus difficile de juger : Maurice estime qu'ils s’élevaient à soixante-dix ; le commandant français a fait un calcul hâtif de cinquante morts. En outre, les Anglais avaient coulé cinq grands bateaux et fait des blessés lors du bombardement des navires de guerre français. Maurice et ses hommes furent embarqués au matin du 6 juin et mis à bord du Pluton et du Berwick.

## Suite
James Maurice fut renvoyé à Barbade dès le 6 juin, et il adressa une lettre datée de ce jour à Horatio Nelson, qui était récemment arrivé dans les Caraïbes à la recherche de la flotte de Villeneuve.
La procédure maritime de l'époque était que tous les commandants qui avaient perdu leurs navires devaient s'en expliquer face à une cour martiale. En conséquence, Maurice fut jugé par une cour martiale à bord du HMS Circe dans la baie de Carlisle le 24 juin. James Maurice fut honorablement acquitté pour la perte du rocher.
Villeneuve avait repris le rocher, et la frégate Didon était arrivée de métropole avec les ordres de Napoléon. Villeneuve avait pour ordre de rassembler ses forces et d'attaquer les possessions britanniques, avant de revenir en Europe. Mais son stock de vivres était si faible qu'il ne pouvait pas faire plus que harceler des petites îles.

Villeneuve quitta Fort-de-France le 5 juin ; le 7 juin, il vit un convoi de 16 navires marchands britanniques et signala une chasse générale. Un navire espagnol de classe Argonauta et deux frégates poursuivirent et capturèrent 15 des 16 vaisseaux. Le convoi était chargé de sucre, de rhum, de café, de coton et d'autres produits. Les captifs apprirent aux Français que Nelson était arrivé dans les Antilles à leur poursuite. Contrarié dans ses projets, Villeneuve renonça à attaquer des colonies britanniques, et commença immédiatement les préparatifs du voyage retour. La flotte partit le 11 juin. L'un des officiers attachés à la flotte, le général Honoré Charles Reille, nota :
Nous avons été les maîtres de la mer pendant trois semaines avec une force de débarquement de 7 000  à   8 000 hommes et n'avons pas été en mesure de s'attaquer à une seule île.
 La capture du rocher du Diamant et la saisie des 15 navires marchands furent les seuls succès de la flotte combinée au cours de leur campagne dans les Caraïbes. Le rocher resta français jusqu'à la prise de la Martinique en 1809.